# Gouvernement Léon Bourgeois
Ne doit pas être confondu avec Gouvernement Geert Bourgeois.
 (août 2017).
Si vous disposez d'ouvrages ou d'articles de référence ou si vous connaissez des sites web de qualité traitant du thème abordé ici, merci de compléter l'article en donnant les références utiles à sa vérifiabilité et en les liant à la section « Notes et références ».
Troisième République
Gouvernement Alexandre Ribot III Gouvernement Jules Méline
Le gouvernement Léon Bourgeois est le gouvernement de la Troisième République en France du 1er novembre 1895 au 23 avril 1896.
Léon Bourgeois constitue le premier gouvernement radical homogène, avec le soutien sans participation des républicains modérés.

## Composition

### Ministres nommés le1ernovembre 1895[1]
| Fonction | Fonction                           | Image | Nom            | Parti politique |
| -------- | ---------------------------------- | ----- | -------------- | --------------- |
|          | Président du Conseil des ministres |       | Léon Bourgeois | Radical         |

| Fonction | Fonction                                                         | Image | Nom                  | Parti politique            |
| -------- | ---------------------------------------------------------------- | ----- | -------------------- | -------------------------- |
|          | Ministre de l’Intérieur                                          |       | Léon Bourgeois       | Radical                    |
|          | Ministre de la Justice                                           |       | Louis Ricard         | Radical                    |
|          | Ministre des Affaires étrangères                                 |       | Marcellin Berthelot  | Radical                    |
|          | Ministre des Finances                                            |       | Paul Doumer          | Radical                    |
|          | Ministre de la Guerre                                            |       | Godefroy Cavaignac   | Radical                    |
|          | Ministre de la Marine                                            |       | Édouard Lockroy      | Radical                    |
|          | Ministre de l'Instruction publique, des Beaux-Arts et des Cultes |       | Émile Combes         | Radical                    |
|          | Ministre des Travaux publics                                     |       | Jean Guyot-Dessaigne | Radical                    |
|          | Ministre du Commerce, de l'Industrie, des postes et télégraphes  |       | Gustave Mesureur     | Radical-socialiste         |
|          | Ministre de l'Agriculture                                        |       | Albert Viger         | Radical                    |
|          | Ministre des Colonies                                            |       | Camille Krantz       | Républicains progressistes |

### Remaniement du 29 mars 1896
- Cessation des fonctions de Marcellin Berthelot, ministre des Affaires étrangères

### Remaniements du 31 mars 1896
| Fonction | Fonction                         | Image | Nom               | Parti politique     |
| -------- | -------------------------------- | ----- | ----------------- | ------------------- |
|          | Ministre de l’Intérieur          |       | Ferdinand Sarrien | Gauche progressiste |
|          | Ministre des Affaires étrangères |       | Léon Bourgeois    | Gauche progressiste |

## Politique menée
Ce gouvernement est pour la première fois composé de ministres exclusivement radicaux.
Il désire instaurer une politique de solidarité, issue du programme radical, dont la mise en place d’un régime de retraite pour les ouvriers. Cependant, il rencontre une forte opposition sur sa droite. La Chambre s'oppose à son projet d'impôt sur le revenu ainsi que celui sur les associations, prélude à une séparation des Églises et de l'État et le Sénat rejette ce qu'il considère comme une « inquisition fiscale ».
Face au début véritable de l'Affaire Dreyfus, Léon Bourgeois prend une position neutraliste comme un tiers des parlementaires radicaux.

## Fin du gouvernement
Il démissionne le 23 avril 1896, officiellement en raison du refus du Sénat de lui apporter des crédits pour l'expédition de Madagascar mais en réalité du fait du refus de Paul Doumer de retirer son projet d’impôt sur le revenu et en raison également de la volatilité de sa majorité à la Chambre des députés,. Le 29 avril 1896, le président Félix Faure nomme Jules Méline à la présidence du Conseil des ministres.